# Tantal(IV) sulfide
Tantal(IV) sulfide là một hợp chất vô cơ với công thức hóa học TaS2. Nó có cấu trúc tương tự như molybden(IV) sulfide – MoS2. TaS2 là một chất bán dẫn với cấu hình điện tử d1. Mặc dù có một tài liệu không rõ ràng, TaS2 đã là chủ đề của nhiều nghiên cứu vì nó xen kẽ linh hoạt các electron và nó có sự chuyển tiếp pha bất thường ở nhiệt độ thấp.

## Điều chế
TaS2 được điều chế bằng phản ứng của bột tantal và lưu huỳnh ở nhiệt độ khoảng 900 °C. Nó được tinh chế và tinh thể hóa bằng chuyển đổi hóa học sử dụng iod:
TaS2 + 2 I2 ⇌ TaI4 + 2 S

## Tính chất

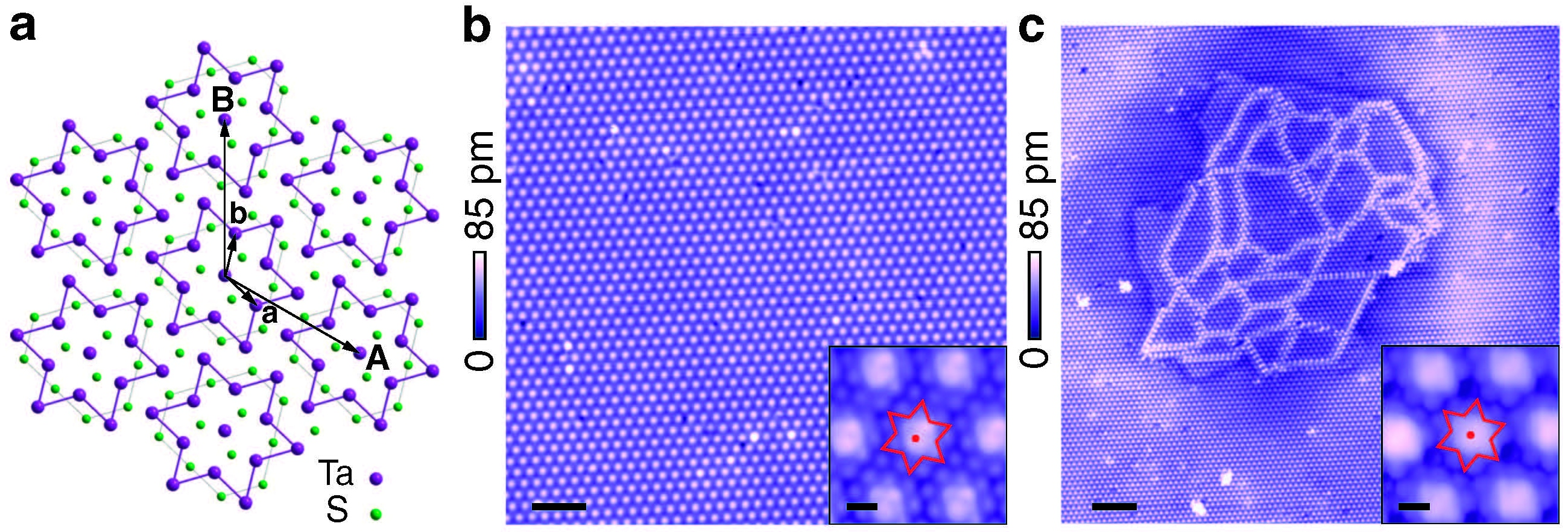
(a): Sơ đồ của kiểu sao David trong 1T-TaS_{2} với các nguyên tử xanh là S và tím là Ta. (b) và (c) là ảnh STM chụp ở độ phóng đại 6.5K ở các độ phóng đại khác nhau, trước và sau khi áp dụng xung 2,8 V. thông qua STM. Hình ảnh góc cho thấy phóng to hình ảnh ~ 10 lần.

Ba cấu trúc tinh thể chính được biết đến của TaS2: trigonal 1T với một tấm S-Ta-S trên mỗi tinh thể, hexagonal 2H với hai tấm S-Ta-S và rhombohedraling 3R với ba tấm S-Ta-S trên mỗi tinh thể; Cấu trúc 4H và 6R cũng được quan sát, nhưng thường ít hơn. Những đa hình này đa phần khác nhau bởi sự sắp xếp tương đối của tấm S-Ta-S chứ không phải là cấu trúc của tấm.
2H-TaS2 là chất siêu dẫn có nhiệt độ chuyển đổi hàng loạt TC = 0,5, tăng lên 2,2 K ở dạng mảnh với độ dày của một vài lớp nguyên tử. Giá trị TC lớn tăng lên đến 8K ở 10 GPa và sau đó bão hòa với áp suất tăng lên. Ngược lại, 1T-TaS2 bắt đầu siêu dẫn ở ~ 2 GPa; như là một chức năng của áp lực TC của nó nhanh chóng tăng lên đến 5 K tại ~ 4 GPa và sau đó bão hòa.
Ở áp suất xung quanh và nhiệt độ thấp 1T-TaS2 là chất cách điện Mott. Khi nung, nó thay đổi ở trạng thái TCDW ở nhiệt độ TTCDW ~ 220 K tới trạng thái sóng mang điện tích gần như tương xứng (NCCDW) tại TICCDW ~ 350 K.
Trong trạng thái CDW, mạng lưới TaS2 biến dạng để tạo ra một mẫu ngôi sao David. Áp dụng các xung điện áp (~ 2–3 V) trong một kính hiển vi đường hầm quét (STM) tới trạng thái CDW tạo ra một "trạng thái khảm" bao gồm các miền có kích cỡ nano mét, trong đó cả các miền ấy và các bức tường của chúng đều có độ dẫn kim loại. Cấu trúc khảm này có thể phân hủy và dần dần biến mất khi nung từ 5 đến 50 K.

## Hợp chất khác
Phức hợp TaS2·NH3 được tạo thành khi cho TaS2 tác dụng với NH3 ở thể khí hoặc lỏng. TaS2 phản ứng với NH3 tạo thành chất lỏng màu xanh dương-đen, khi tách ra ở dạng bột/tinh thể có màu tương tự. Có hai dạng tinh thể của phức hợp này được biết đến. Dạng lục phương có khối lượng riêng D = 5,02 g/cm³, đối với dạng trực thoi D = 4,77 g/cm³.